# Luís Maximiano
Luís Maximiano, né le 5 janvier 1999 à Celeirós (pt), Braga, au Portugal, est un footballeur portugais qui évolue au poste de gardien de but à l'UD Almería.

## Biographie

### En club
Né à Celeirós (pt) au Portugal, Luís Maximiano rejoint le centre de formation du Sporting CP à l'âge de 13 ans, en provenance du SC Braga. En 2018 il est intégré à l'équipe première, occupant un rôle de troisième gardien derrière Rui Patrício et Romain Salin.
Le 16 août 2021, Luís Maximiano s'engage en faveur du Grenade CF pour un contrat courant jusqu'en juin 2025. Il vient pour remplacer le poste de gardien laissé vacant par l'ancien titulaire, Rui Silva, parti au Betis Séville. Maximiano joue son premier match pour Grenade le 13 septembre 2021, lors d'une rencontre de Liga contre le Betis Séville. Il est titularisé et son équipe s'incline par deux buts à un.
Le 13 juillet 2022, Luís Maximiano s'engage en faveur de la Lazio Rome. Il signe un contrat courant jusqu'en juin 2026 et arrive pour remplacer Thomas Strakosha, qui vient de quitter le club romain.
Le 16 août 2023, Luís Maximiano rejoint l'UD Almería sous la forme d'un prêt d'une saison avec option d'achat.

### En sélection
Avec les moins de 17 ans, il participe au championnat d'Europe des moins de 17 ans en 2016. Lors de cette compétition organisée en Azerbaïdjan, il ne joue aucun match. Le Portugal remporte le tournoi en battant l'Espagne en finale, après une séance de tirs au but.
Avec les moins de 20 ans, il dispute la Coupe du monde des moins de 20 ans en 2017. Lors du mondial junior organisée en Corée du Sud, il doit se contenter du banc des remplaçants. Le Portugal s'incline en quart de finale face à l'Uruguay, après une séance de tirs au but.
Le 14 novembre 2019, Maximiano reçoit sa première sélection avec l'équipe du Portugal espoirs, lors d'une rencontre amicale face à la Slovénie. Il entre en jeu à la mi-temps, et les deux équipes se neutralisent ce jour-là,.

## Palmarès

### En club
Sporting CP
- Coupe de la Ligue portugaise (1) :
  - Vainqueur : 2020-21.
- Championnat du Portugal (1) :
  - Vainqueur : 2020-21.

### En sélection
Portugal - 17 ans :
- Championnat d'Europe des moins de 17 ans
  - Vainqueur : 2016.